# Pablo Piñera
Juan Pablo Bernardino Piñera Echenique (Santiago, 11 de diciembre de 1950) es un economista y político chileno independiente (pero que militó por 47 años en la Democracia Cristiana).
Se desempeñó como miembro del Consejo del Banco Central de su país entre diciembre de 1991 y marzo de 2001. Entre 2008 y 2014, en tanto, ejerció como gerente general del Banco del Estado de Chile.

## Familia y estudios
Es el cuarto de los seis hijos que tuvo José Piñera Carvallo con Magdalena Echenique Rozas; es hermano de Guadalupe (1945-2017), José, Sebastián (1949-2024), Miguel (1954-2025) y Magdalena Piñera. Pablo Piñera es soltero y no tiene hijos.
Estudió en el Colegio del Verbo Divino de la capital chilena, luego ingeniería comercial con mención en administración en la Pontificia Universidad Católica de Chile y posteriormente realizó un máster en economía en la Universidad de Boston, en Estados Unidos.

## Carrera política y pública
En 1970 ingresó al Partido Demócrata Cristiano y en ese contexto apoyó la candidatura presidencial de Radomiro Tomic. Desde principios del año 1973 a 1980 estuvo vinculado a la Iglesia católica trabajando ad honorem como director de finanzas.
Opositor a la dictadura militar liderada por Augusto Pinochet, en 1990 asumió como subsecretario de Hacienda en el gobierno del presidente Patricio Aylwin. Estuvo en dicho puesto hasta fines de 1991, cuando pasó al Consejo del Banco Central gracias a su perfil altamente técnico. En 1993 fue presidente ad honorem de Cieplan. También dirigió la Corporación Familia, Fundación Futuro y unas diez fundaciones sin fines de lucro.
Permaneció en esta responsabilidad hasta marzo de 2001, cuando dimitió para partir a la dirección ejecutiva de Televisión Nacional de Chile en reemplazo de su amigo personal René Cortázar, renunciado algunos meses atrás. Finalizó su participación en el canal estatal en 2004, tras lo cual pasó, primero, a la Dirección de Contabilidad y Finanzas y, posteriormente, a la Subsecretaría de Obras Públicas.
Ya en el primer gobierno de la presidenta Michelle Bachelet asumió como director general de Administración y Finanzas del Ministerio de Relaciones Exteriores y luego como Gerente General de BancoEstado, entidad financiera de propiedad fiscal. En mayo de 2010 fue confirmado en el cargo por su hermano Sebastián, nuevo presidente de Chile para 2010-2014. En marzo de 2014, apenas iniciado el segundo gobierno de Michelle Bachelet, fue reemplazado por Jessica López Saffie.
En agosto de 2014 asumió como director ejecutivo de Cieplan, en reemplazo del economista Patricio Meller.
Durante el segundo gobierno de su hermano Sebastián, fue designado como embajador de Chile en la Argentina. La decisión fue ampliamente criticada, acusando un potencial caso de nepotismo. Diputados de oposición solicitaron a la Contraloría General de la República de Chile que revisara la decisión y, luego que dicha institución aceptara revisar el caso, el gobierno desistió en el nombramiento de Pablo Piñera al cargo.

## Carrera académica
En forma paralela a sus cargos públicos ha desarrollado una nutrida actividad en el plano académico, efectuando labores docentes en las universidades Católica, la Universidad de Chile, del Desarrollo, Finis Terrae y en la Academia Diplomática Andrés Bello. Actualmente es director del diplomado en Dirección y Gestión de Empresas de la Universidad Alberto Hurtado.